# Aristide Letorzec
Pour les articles homonymes, voir Letorzec.
Aristide Letorzec, plus connu sous le pseudonyme de Lajariette (Le Croisic, 3 septembre 1808 - ancien 6e arrondissement de Paris, 18 novembre 1848), est un auteur dramatique français, frère de Pierre-Constant Letorzec.

## Biographie
Il débute comme acteur, apparaissant entre autres, dans Zara ou la Sœur de l'Arabe (1837) ou Geneviève de Brabant (1838) au théâtre des Folies-Dramatiques, avant d'avoir ses pièces représentées sur les plus grandes scènes parisiennes du XIXe siècle : théâtre de la Gaîté, théâtre de la Porte-Saint-Martin, théâtre du Vaudeville, etc.
Il fut aussi directeur du théâtre des Délassements-Comiques de 1843 à sa mort.

## Œuvres
- Allons à la chaumière, vaudeville en 1 acte, avec Edmond-Frédéric Prieur, 1839
- Un mauvais père, drame en 3 actes, mêlé de chant, avec Lubize, 1843
- La Première Cause, drame en 3 actes, 1843
- Paris diabolique, vaudeville en un acte, 1844
- Les Enfants du facteur, drame en 3 actes, avec Auguste-Louis-Désiré Boulé, 1845
- L'Homme et la Mode, comédie-vaudeville en 2 actes, avec Lubize, 1845
- Parlez au portier, vaudeville en 1 acte, avec Adolphe d'Ennery, 1845
- Les Ruines de Vaudémont, drame en 4 actes, avec Boulé, 1845
- L'Ange de ma tante, comédie-vaudeville en un acte, avec Alfred Delacour, 1848